# ウペペサンケ山
ウペペサンケ山（ウペペサンケやま）は、北海道の東大雪南部にあり、河東郡鹿追町と上士幌町とにまたがる標高1,848 mの火山である。

## 概要
ウペペサンケとはアイヌ語でupepe-sanke「雪解け水を・出してくる」という意味である。頂稜部は東西2 kmに及び、西ピーク (1,836 m)・ウペペサンケ最高点 (1,848 m)・糠平富士 (1,834.6 m) で構成される。一等三角点（点名「鳥邉珊山」）は最高点と異なり、東端のピークである糠平富士に設置されている。
ウペペサンケ山の山頂（標高1,848m）からは特にニペソツ山方面の眺望がよい。

## 登山ルート
登山コースは糠平コース・菅野温泉東コース・菅野温泉西コースの計3本が開削されている。

## 近隣の山
- ニペソツ山 (2,012.7 m)
- 石狩岳 (1,967 m)
- 西クマネシリ岳 (1,635 m)
- 南クマネシリ岳 (1,560.1 m)
- 丸山 (1,692 m)
- 上然別山 (1,371 m)
- 温泉山 (1,281 m)
- 北ペトウトル山 (1,400.8 m)
- 南ペトウトル山 (1,345 m)
- ナイタイ山 (1,332 m)
- 天望山 (1,173.9 m)
- 白雲山 (1,186 m)
- 東ヌプカウシヌプリ (1,252.2 m)